# فراس مغربي
فراس موفق مغربي وُلد ب 24 تموز 1991 هو لاعب كرة قدم من مواليد مدينة شفاعمرو يلعب بصفوف فريق اتحاد أبناء سخنين في الدوري الإسرائيلي الممتاز ولعب في كلّ من مكابي نتانيا ، مكابي حيفا ونادي لانس من الدوري الفرنسي.

## نشأته
ترعرع فراس مغربي في مدينة شفاعمرو ، وابتدأ مسيرته الكروية في فريق الشبيبة في مكابي حيفا وفي جيل الخامسة عشر انتقل إلى فريق شباب مكابي نتانيا كمهاجما مركزيا . وفي 12 تشرين الثاني من عام 2008 انضم إلى فريق البالغين. ليشترك بأولى مبارياته ضمن تصفيات كأس التوتو أمام بيتار القدس وليسجل الهدف الثاني بفوز بهذه المباراة. خلال أربع مواسم في فريق مكابي نتانيا، لعب 121 مباراة، قام بتسجيل 13 هدف وبتحضير 20 هدف.
في 31/8/2012 انضم إلى نادي لانس الفرنسي مقابل €400,000  ولكن في نفس الموسم عاد بإعارة لفريقه الأم مكابي نتاينا من أجل ان يؤكد ضمان الفريق في الدرجة العليا وعدم هبوطه إلى الدوري الوطني ولكن في نهاية الأمر هبط الفريق للدوري الوطني الإسرائيلي وعاد في نهاية الموسم إلى نادي لانس .
في الموسم الكروي 2014/2013 حتى الموسم 2015/2016 انتقل لفريق اتحاد أبناء سخنين حيث لعب 108 مباريات، سجل 25 هدف.
في نهاية الموسم الكروي 2015/2016 وقع فراس مغربي في نادي مكابي حيفا 
لعب مع فريق مكابي نتانيا حتى عام 2012 وبعد ذلك لعب مع الدوري الفرنسي «لانس» من سنة 2012 حتى 2013 (سنة واحده فقط)، ومن سنة 2013 حتى 2015 كان يلعب مع فريق أبناء سخنين، وفي 2016 انضم الي فريق مكابي حيفا، وبعد ذلك عاد إلى فريق أبناء سخنين سنة 2017 

## روابط خارجية
- فراس مغربي على موقع قاعدة بيانات كرة القدم.إي يو (الإنجليزية)
- فراس مغربي على موقع Soccerway.com (الإنجليزية)